# Seven de Punta del Este 2017
El Seven de Punta del Este del 2017 fue un torneo de rugby 7 que se disputó del 6 al 7 de enero de 2017 en Maldonado, Uruguay. En esta oportunidad tuvo dos torneos, uno de selecciones que es parte del Circuito Sudamericano en el que otorga plazas para etapas de la Serie Mundial 2016-17, el otro es de clubes y selecciones provinciales argentinas.
El seven retornó al Estadio Domingo Burgueño Miguel del Campus Municipal de Maldonado después de dos años en "Punta del Este Polo & Country Club".
En la final Argentina derrotó a Fiyi por un ajustado 22-21 para alzarse con la primera etapa del Sudamérica Rugby Sevens 2017. Mientras que en la final de clubes Córdoba Athletic se quedó con el oro tras imponerse sobre La Tablada por 28-7.

## Copa de selecciones

### Equipos participantes[6][7]
| Grupo A - Fiyi - Canadá - Chile - Colombia | Grupo B - Argentina - Brasil - Estados Unidos - Uruguay |